# Regionalgalerie Liberec

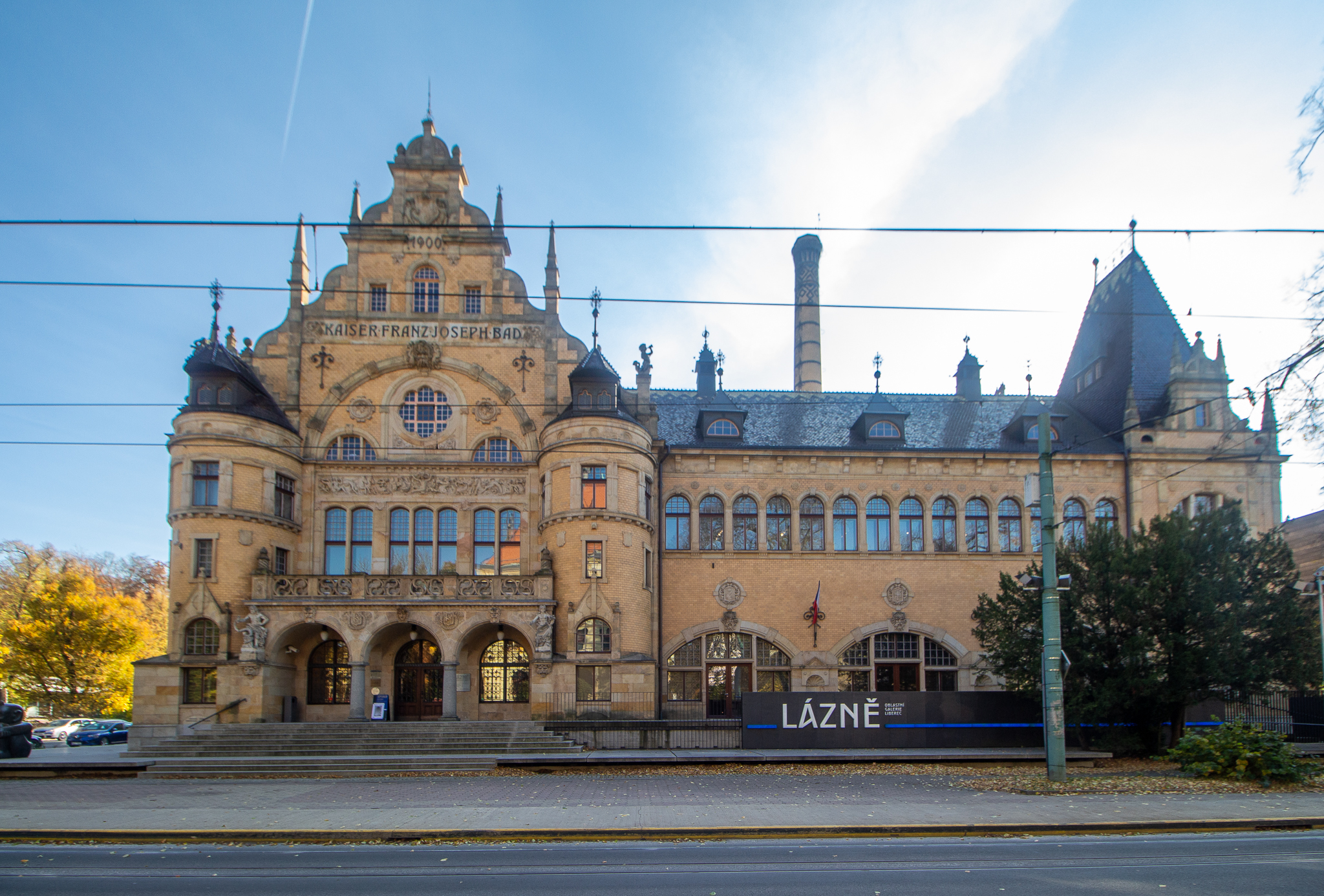
Regionalgalerie Reichenberg im ehemaligen Kaiser-Franz-Joseph-Bad seit 2014

Die Regionalgalerie Liberec (tschechisch Oblastní galerie Liberec) ist ein Kunstmuseum der Region Liberec, das sich seit 2014 im ehemaligen Stadtbad der Stadt Liberec (vormals Kaiser-Franz-Joseph-Bad) befindet und eine der wichtigsten Kulturinstitutionen der Stadt darstellt. Sie ist die fünftgrößte Galerie in Tschechien, verwaltet mehr als 21 000 Kunstwerke aus Tschechien, Deutschland, Österreich, Frankreich, den Niederlanden und weiteren europäischen Ländern und wird daher als Museum der europäischen Kunst bezeichnet. Sie ist aus der Kunstabteilung des Nordböhmischen Gewerbemuseums in Reichenberg hervorgegangen.

## Sammlungsgeschichte

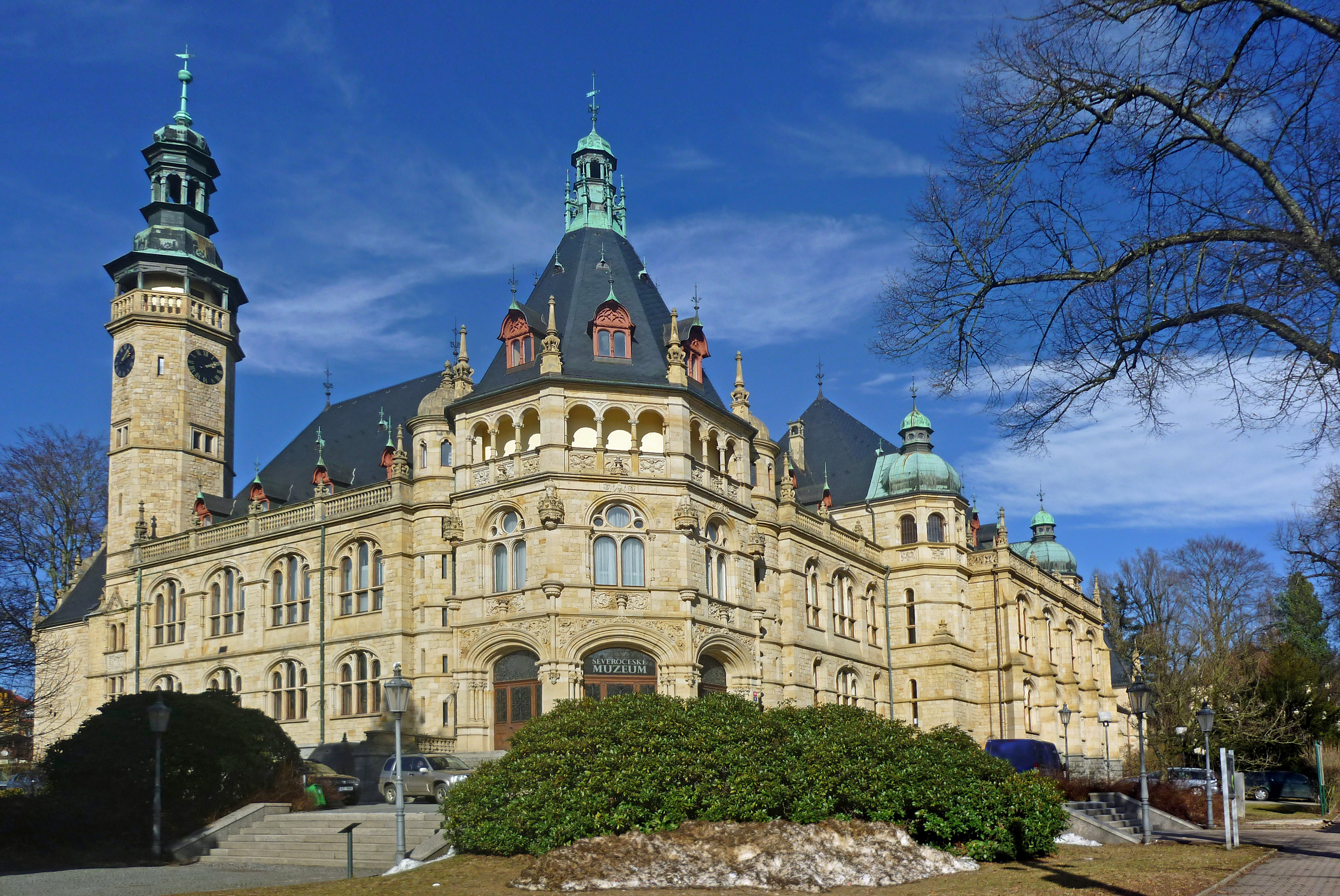
Nordböhmische Gewerbemuseum – ursprünglicher Ausstellungsort der Sammlungen bis 1945

Ausgangspunkt der heutigen Bestände der Regionalgalerie Liberec sind die ursprünglichen Kunstsammlungen des Nordböhmischen Gewerbemuseums (tschechisch Severočeské muzeum v Liberci), das im Jahr 1873 eröffnet wurde. Im Jahr 1904 wurden diese Sammlungen durch die großzügige Schenkung des Unternehmers und Kunstsammlers Heinrich von Liebieg (1839–1904) bereichert, der seine Sammlung sowie 600.000 Kronen der Stadt Reichenberg vermachte. Die Liebieg-Sammlung enthielt mehr als zweihundert Werke deutscher, österreichischer und französischer Künstler des 19. Jahrhunderts und war seiner Zeit eine der besten Privatsammlungen in Österreich-Ungarn. Mit den Geldern der Liebieg-Stiftung wurden Werke deutscher Malerei des 19. und 20. Jahrhunderts angekauft.
Im Jahr 1918 schenkte der Gablonzer Arzt Anton Randa (1864–1918) dem Reichenberger Museum eine Sammlung von 6000 grafischen Blättern italienischer, deutscher, niederländischer und französischer Meister des 15. bis 19. Jahrhunderts. Im Jahr 1927 konnte die Sammlung des Prager Unternehmers Ferdinand Bloch (1864–1945) erworben werden, die sich neben älteren Gemälden vom Barock bis zum 19. Jahrhundert vor allem auf deutsch-böhmische Maler des 19. und 20. Jahrhunderts konzentrierte, u. a. Wilhelm Riedel (1832–1872), Willi Nowak (1886–1977), Georg Kars (1880–1945) und Alfred Justitz (1879–1934).

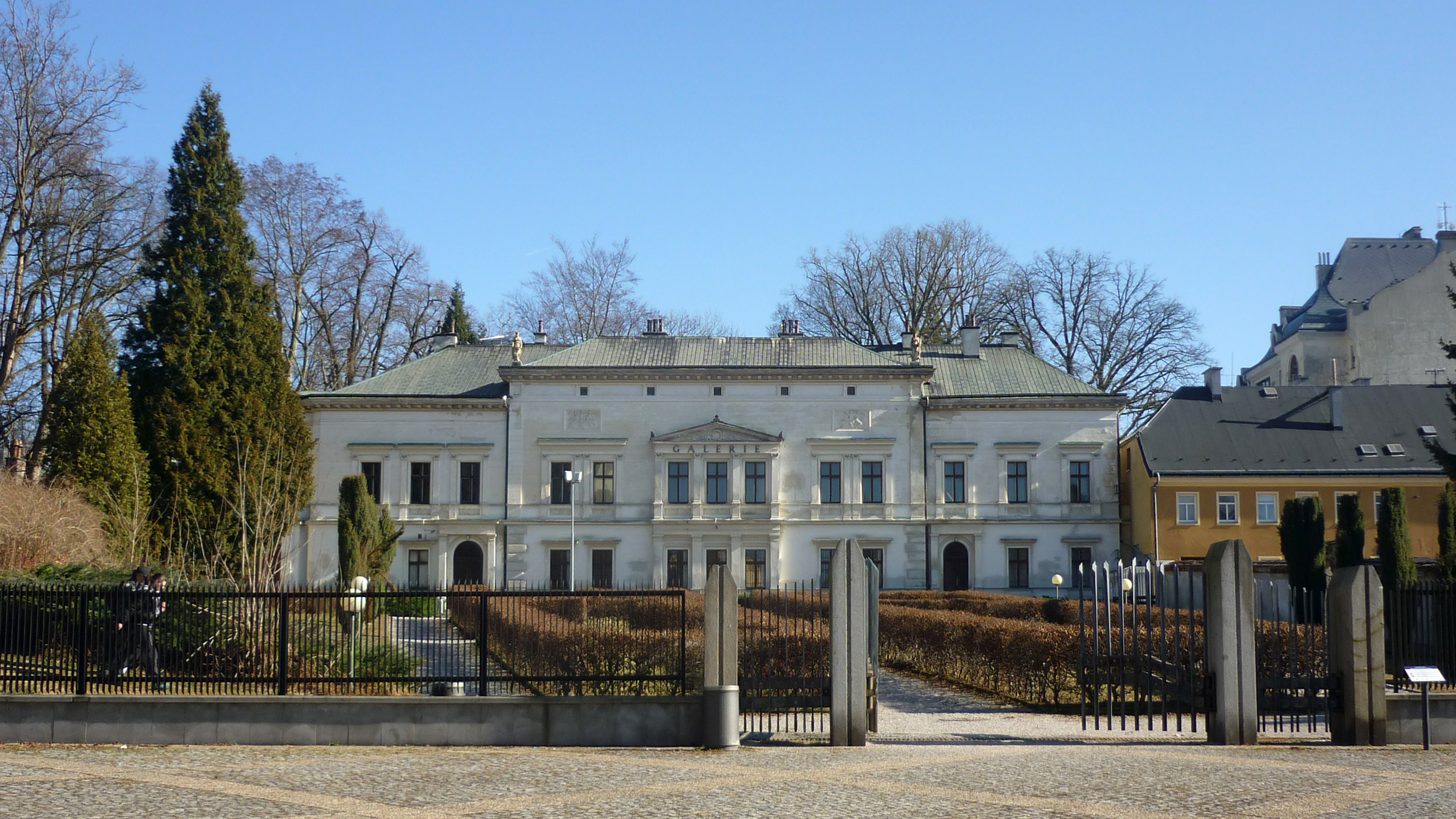
Villa Johann Liebieg – Sitz der Galerie von 1946 bis 2013

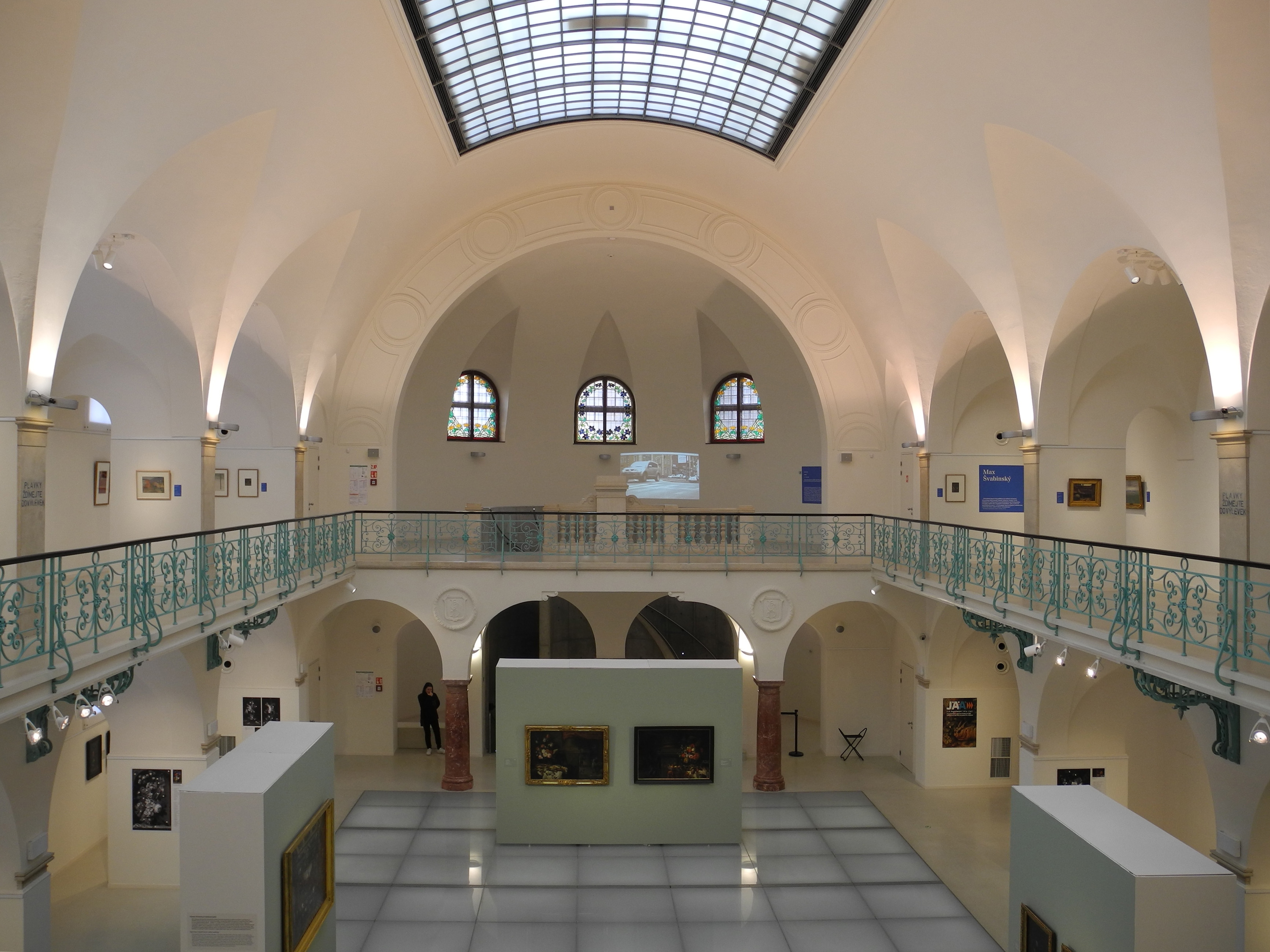
Blick in den Hauptsaal der Regionalgalerie im ehem. Stadtbad

Nach dem Ende des Zweiten Weltkriegs im September 1945 wurde das tschechische Kuratorium des Nordböhmischen Museums in Liberec gegründet, das über die Zukunft der Kunstsammlungen entscheiden sollte. Der Reichenberger Grafiker und Kunsthistoriker Jaro (Jaroslav) Beran (1892–1962) wurde vom Kuratorium mit der Aufgabe betraut, alle wertvollen Kunstwerke sicherzustellen und in die Kunstsammlungen zu integrieren sowie geeignete Räume für deren Unterbringung und Erhaltung zu finden. Durch die Bemühungen von Jaro Beran besitzt die Galerie gegenwärtig eine große Sammlung von Werken deutsch-böhmischer Künstler.
Bereits Anfang 1946 wurden die Sammlungen der Kunstabteilung des Nordböhmischen Museums in das Palais Liebieg, die ehemalige Villa des Unternehmers Johann Liebieg des Jüngeren (1836–1917), verlegt. Die Galerie als unabhängige Institution wurde 1953 gegründet. Seit 2014 befindet sich die Galerie im rekonstruierten Gebäude des ehemaligen Kaiser-Franz-Joseph-Bads (Stadtbad) in Liberec, Masarykova 14.
Der Beginn des systematischen Aufbaus des Sammlungsfonds der tschechischen Kunst des 19. und 20. Jahrhunderts fällt in die frühen 1950er Jahre, als Jaro Beran der erste Direktor der Galerie war. Seitdem konzentrieren sich die Ankäufe von Kunstwerken vor allem auf den Aufbau einer hochwertigen Sammlung tschechischer Kunst des 20. Jahrhunderts. In den 1960er Jahren war die damalige Leiterin der Galerie, Hana Seifertová, maßgeblich am Aufbau einer völlig neuen Sammlung niederländischer Gemälde des 16. bis 18. Jahrhunderts beteiligt. Insbesondere die sogenannten „kleinen“ Meister sind dadurch in der Sammlung vertreten, wie Jan Davidsz. de Heem (1606–1683), Thomas Heeremans (1641–1694), Jan van de Velde II (1593–1641) und Jacob de Wet I (1610–1675).
Wichtige Werke der tschechischen Kunst der Nachkriegszeit aus der zweiten Hälfte des 20. Jahrhunderts sind in der Regionalgalerie zu finden, z. B. die informelle Malerei und Skulptur der 1960er Jahre, vertreten durch Bedřich Dlouhý, Josef Istler (1919–2000), Jan Koblasa (1932–2017), Mikuláš Medek (1926–1974), Zbyšek Sion (* 1938), Jiří Valenta (1936–1991) und Aleš Veselý (1935–2015), die konstruktivistischen Tendenzen der 1960er bis 1990er Jahre von Stanislav Kolíbal (* 1925) und Radoslav Kratina (1928–1999) sowie Neue Figuration, Lettrismus und Lyrische Abstraktion der modernen Künstler Jiří Načeradský (1939–2014), Rudolf Němec (1936–2015), Jiří Sopko (* 1942) u. a. Die Grafiksammlung besitzt das fast vollständige Werk von Max Švabinský (1873–1962), zahlreiche Werke von Bohuslav Reynek (1892–1971) und František Kupka (1871–1957) sowie von Künstlern der 1960er und 1970er Jahre, z. B. Vladimír Boudník (1924–1968), Čestmír Janošek (1939–2014), Jan Koblasa (1935–2019) und Radoslav Kratina (1928–1999). Außerdem sind Werke von Künstlern der Region zu finden, wie Václav Benda (* 1948) und Josef Jíra (1929–2005).

## Kaiser-Franz-Joseph-Bad

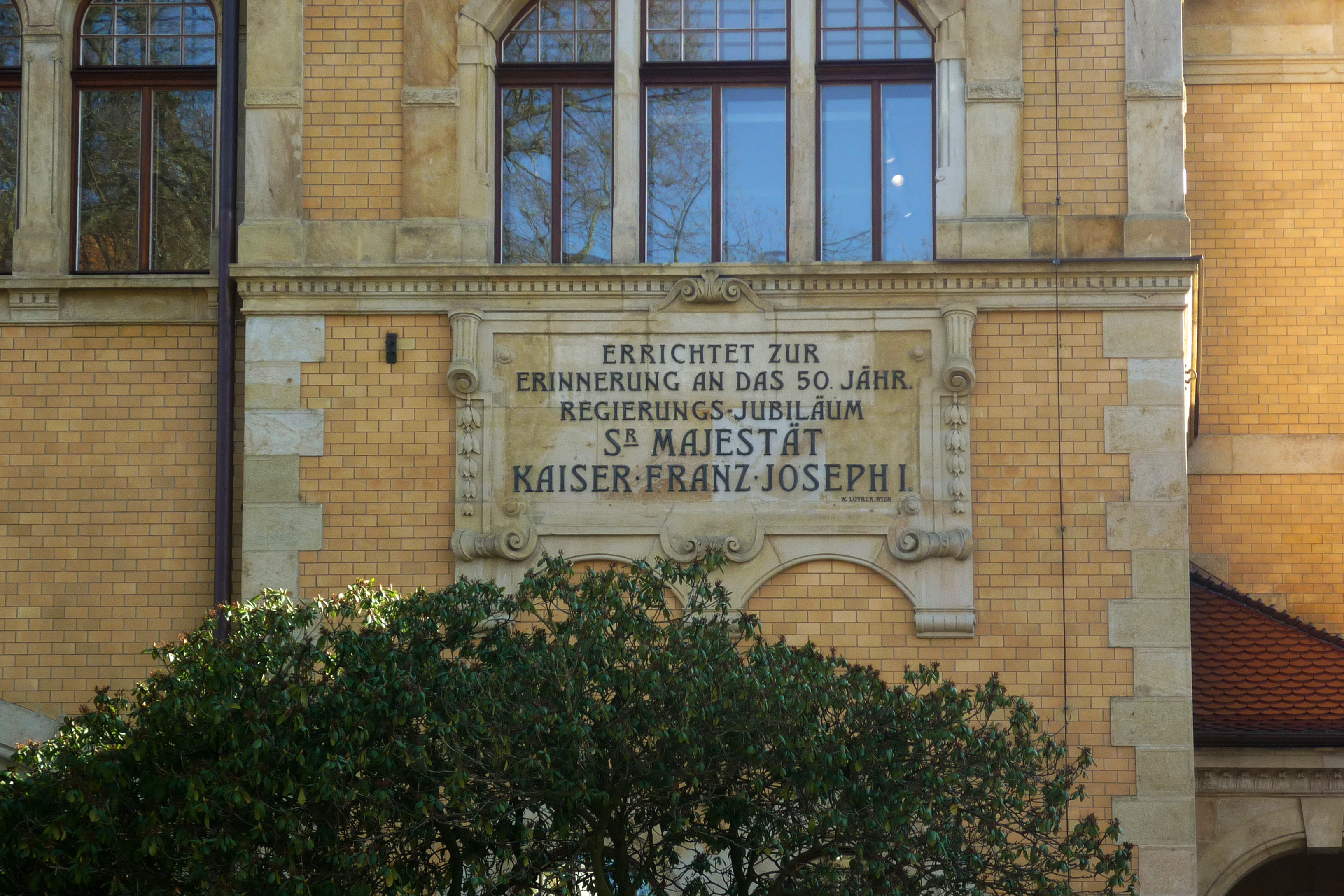
Gedenktafel am Kaiser Franz Joseph Bad

Die Regionalgalerie ist seit 2014 im Kaiser-Franz-Joseph-Bad (ehemaliges Städtisches Bad von Reichenberg) untergebracht. Die Errichtung erfolgte anlässlich der Feierlichkeiten zum 50-jährigen Regierungsjubiläum des Kaisers Franz Joseph I., siehe Gedenktafel. Das Gebäude steht unter Denkmalschutz, ÚSKP-Nr. 43949/5-5233. Das Neorenaissance-Gebäude des Stadtbades wurde in den Jahren 1901 bis 1902 nach dem Projekt des Wiener Architekten Peter Paul Brang (1852–1925) vom Reichenberger Bauunternehmer und Architekten Adolf Bürger (1839–1901) mit Unterstützung der Reichenberger Sparkasse erbaut. Es wurde von 1902 bis 1984 als Stadtbad genutzt. Im Hauptraum des Gebäudes befand sich ein 20 × 10 m großes Schwimmbecken. Er ist mit Oberlicht ausgestattet und dient jetzt als Ausstellungsraum.
Der Umbau des Badgebäudes erfolgte von 2009 bis 2013 nach einem Projekt der Firma Studio SIAL unter der Leitung der Architekten Jiří Buček und Karel Novotný und wurde von der Baufirma Chládek & Tintěra Pardubice a. s. ausgeführt, gefördert aus Mitteln des Europäischen Fonds für regionale Entwicklung EFRE. Die Galerie wurde am 28. Februar 2014 eröffnet.

## Dauerausstellungen
Ein Teil der Sammlungen wird den Besuchern in regelmäßig wechselnden Dauerausstellungen zugänglich gemacht. Zurzeit werden in der Galerie insgesamt drei Dauerausstellungen gezeigt.
1. Heinrich von Liebieg – Kunstsammler und Mäzen
- deutsche und österreichische Malerei des 19. Jahrhunderts – Die Werke der deutschen Malerei der zweiten Hälfte des 19. Jahrhunderts stammen meist aus den Ateliers von Münchner Künstlern. Die frühe Münchener Freilichtmalerei des Malers Max Haushofer (1811–1866) sowie Genrebilder von Carl Spitzweg (1808–1885), Gabriel Max (1840–1915) und Franz Defregger (1835–1921) sind präsent und werden durch die Realismus-Künstler Wilhelm Leibl (1844–1900), Wilhelm Trübner (1851–1917) und Johann Sperl (1840–1914) ergänzt, während Franz von Lenbach (1836–1904) die Porträtmalerei dominiert. Die Künstlerkolonie Dachau ist durch Landschaften von Ludwig Dill (1848–1940) und die Düsseldorfer Malerschule durch die Maler Andreas Achenbach (1815–1910) und August Becker (1821–1887) vertreten, ebenso wie der Maler Adolf von Menzel (1815–1905). Die österreichische Malerei zeigt sich durch Werke von August von Pettenkofen (1822–1889), Eduard Charlemont (1842–1906), Eugen Jettel (1845–1901), Rudolf von Alt (1812–1905) und Franz Rumpler (1848–1922).
- französische Landschaftsmalerei des 19. Jahrhunderts, insbesondere mit Werken von Künstlern der Schule von Barbizon, u. a. von Charles-François Daubigny (1817–1878), Narcisso Virgilio Díaz de la Peña (1807–1876) und Théodore Rousseau (1812–1867)
- Gemäldesammlung des Malers Eugène Boudin (1824–1898)

2. Auf den Wellen der Kunst – Sammlungen der tschechischen Kunst mit Werken von Künstlern aus Böhmen, Mähren und Schlesien – Die Sammlung bietet einen Einblick in die bildende Kunst der böhmischen Länder mit ihren Hauptströmungen von der Frühen Neuzeit bis zur Gegenwart, darunter mit zahlreichen Werkem deutsch-böhmischer Maler des 19. und 20. Jahrhunderts. Die Regionalgalerie hat in den letzten Jahren viele dieser Künstler im Rahmen von Einzelausstellungen gewürdigt. Die Sammlungen konnten durch Neuerwerbungen erweitert werden, z. B. durch Gemälde von impressionistischen Künstlern wie Antonín Slavíček (1870–1910), Václav Radimský (1867–1946) und Josef Ullman (1870–1922) sowie durch Bilder aus der Zeit der 1890er Jahre bis in die 1960er Jahre, z. B. von Bohumil Kubišta (1884–1918), Josef Šíma (1891–1971) und Alois Wachsmann (1898–1942).
3. Das goldene Zeitalter der niederländischen Malerei des 16. bis 18. Jahrhunderts –
Den Schwerpunkt der Sammlungen bilden die Bilder des 17. Jahrhunderts. Man erhält einen Einblick in die künstlerischen Zentren Amsterdam, Antwerpen, Haarlem, Leiden sowie andere flämische und holländische Orte. Im Einzelnen sind dies die Porträt-Kunst bei Jacob Adriaensz. Backer (1608–1651), die biblischen und mythologischen Motive bei Vincent Sellaer, die Alltagsszenen von Menschen bei Jan Baptist Weenix (1621–1660), Stillleben bei Jan Fyt (1611–1661) und Elias van den Broeck (1650–1708) und die Landschaftsmalerei bei Cornelis Beelt (1640–1702) und Wouter Knijff (1605–1694) sowie die Ideallandschaft der italienischen Campagne zu bewundern.

## Wechsel- und Sonderausstellungen
In den letzten Jahren wurden die folgenden Einzelausstellungen mit Werken deutsch-böhmischer Künstler im Regionalmuseum gezeigt:
- 1994: Grafische Werke deutscher Autoren in Böhmen 1890–1938 aus den Sammlungen der Karlsbader Kunstgalerie[14]
- 1996: Alfred Justitz[15]
- 1997: Georg Kars[16]
- 2001/02: August Brömse und Die Pilger[17]
- 2003: Josef Hegenbarth[18]
- 2006: Otto Th. W. Stein[19]
- 2008/09: Wilhelm Riedel (1832–1876)[20]
- 2013: Junge Löwen im Käfig – Kunstgruppen deutschsprachiger Künstler aus Böhmen, Mähren und Schlesien in der Zwischenkriegszeit[21]
- 2014: Erwin Müller[22]
- 2014: Mary Duras[23]
- 2016: Deutschböhmische Ausstellung Reichenberg 1906[24]
- 2016: Nach Sibirien! Deutsch-böhmische Künstler während des Ersten Weltkriegs an der Ostfront und in sibirischer Gefangenschaft[25]
- 2017: Metznerbund – die Geschichte eines Kunstvereins in Böhmen 1920–1945[26]
- 2017/18: Johann Adalbert Angermeyer[27]
- 2019/20: Paul Gebauer[28]
- 2020: Josef Führich – Elemente[29]
- 2021: Oskar Kokoschka und ähnliche Gesichter[30]
- 2022: Einklang – Zdenka Marie Nováková (* 1939)
- 2023: Das Goldene Zeitalter – Pasta Oner (* 1979)
- 2024: Rosa Loy & Neo Rauch – Verwobene Sphären (11. Oktober 2024 bis 26. Januar 2025)[31]

## Sammlungen der Regionalgalerie
Zahlreiche Fotos aus den Sammlungen der Regional Gallery in Liberec sind bei Google Arts zu finden.

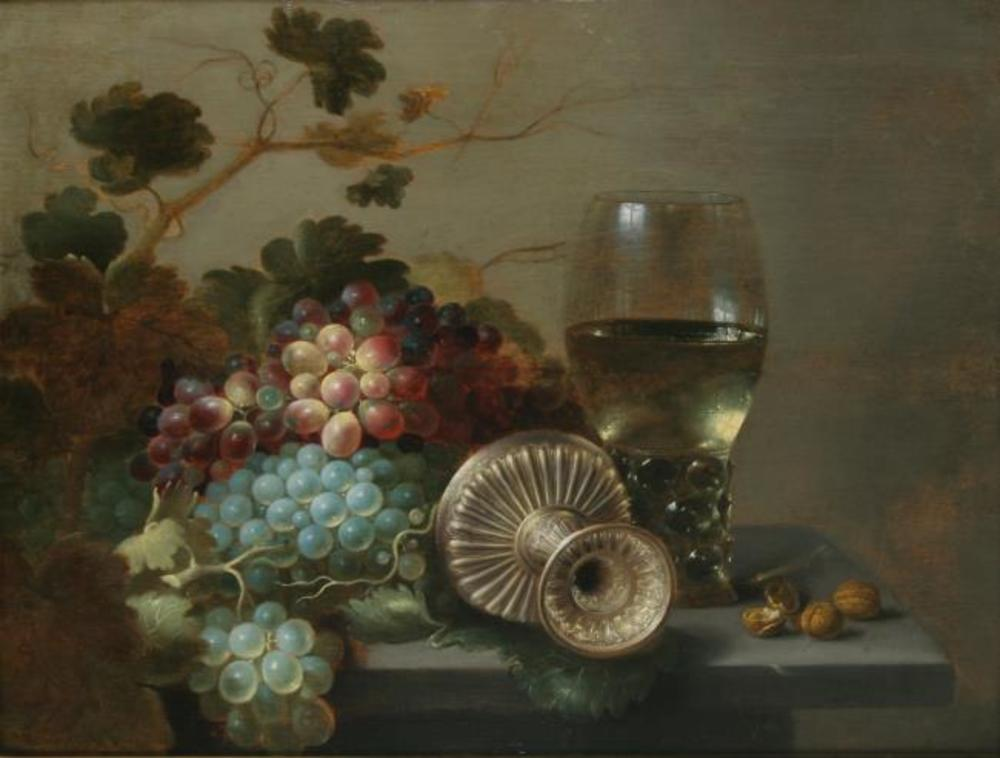
Jan van de Velde – Stillleben mit Römer, Trinkschale und Weintrauben (1639)
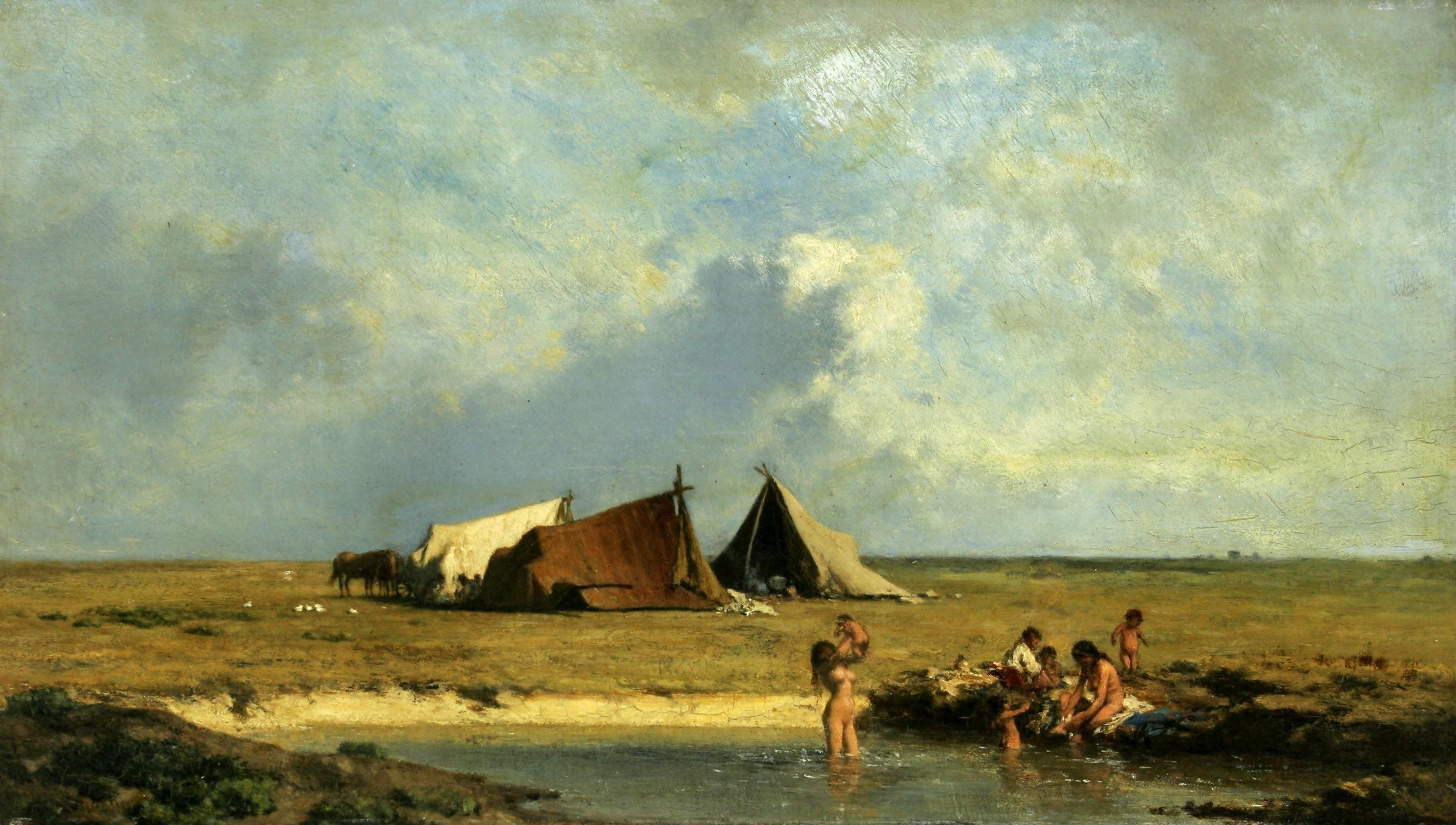
August von Pettenkofen: Zigeunerlager in der Puszta (1855)
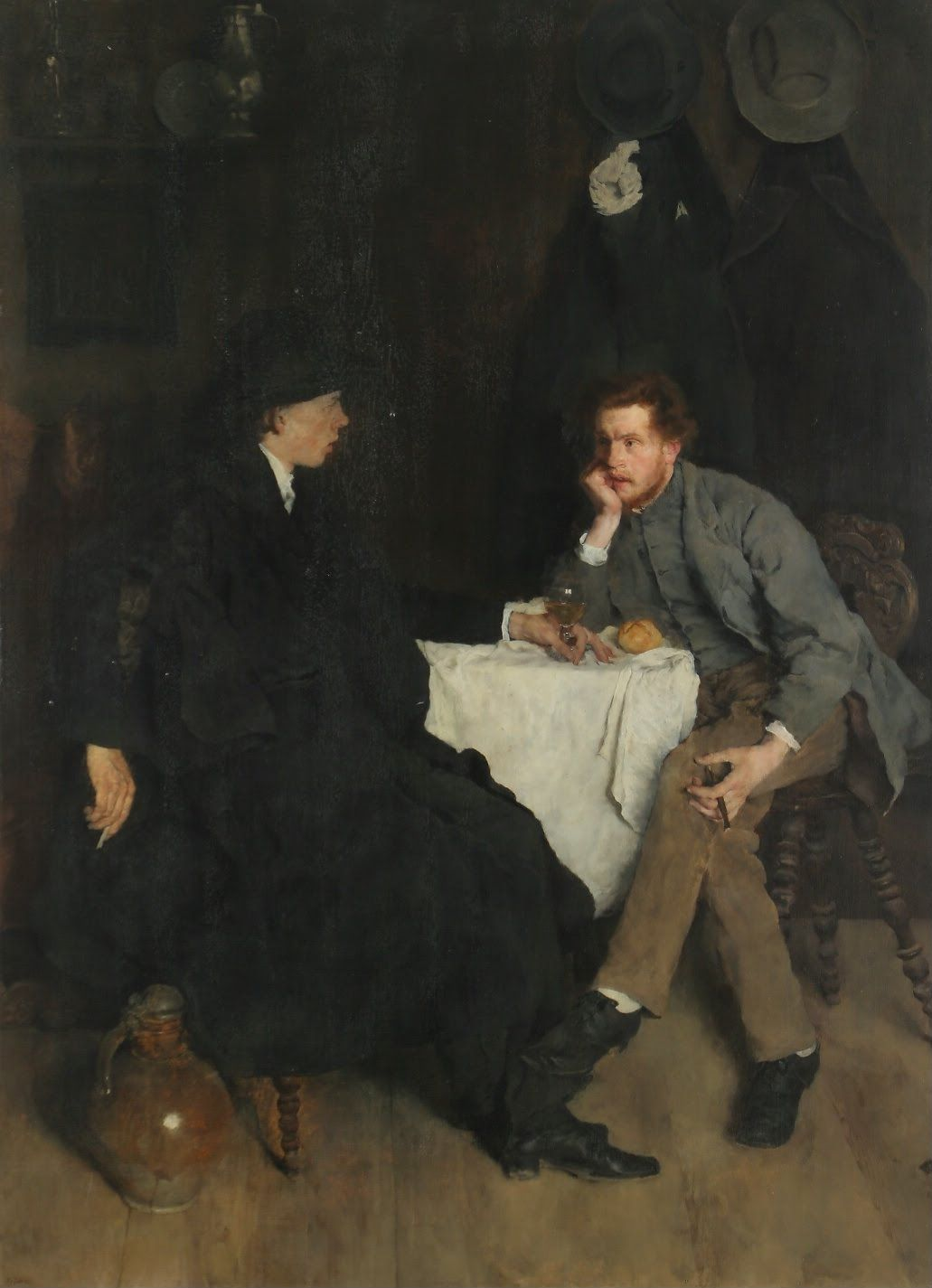
Wilhelm Leibl – Im Atelier (1872)
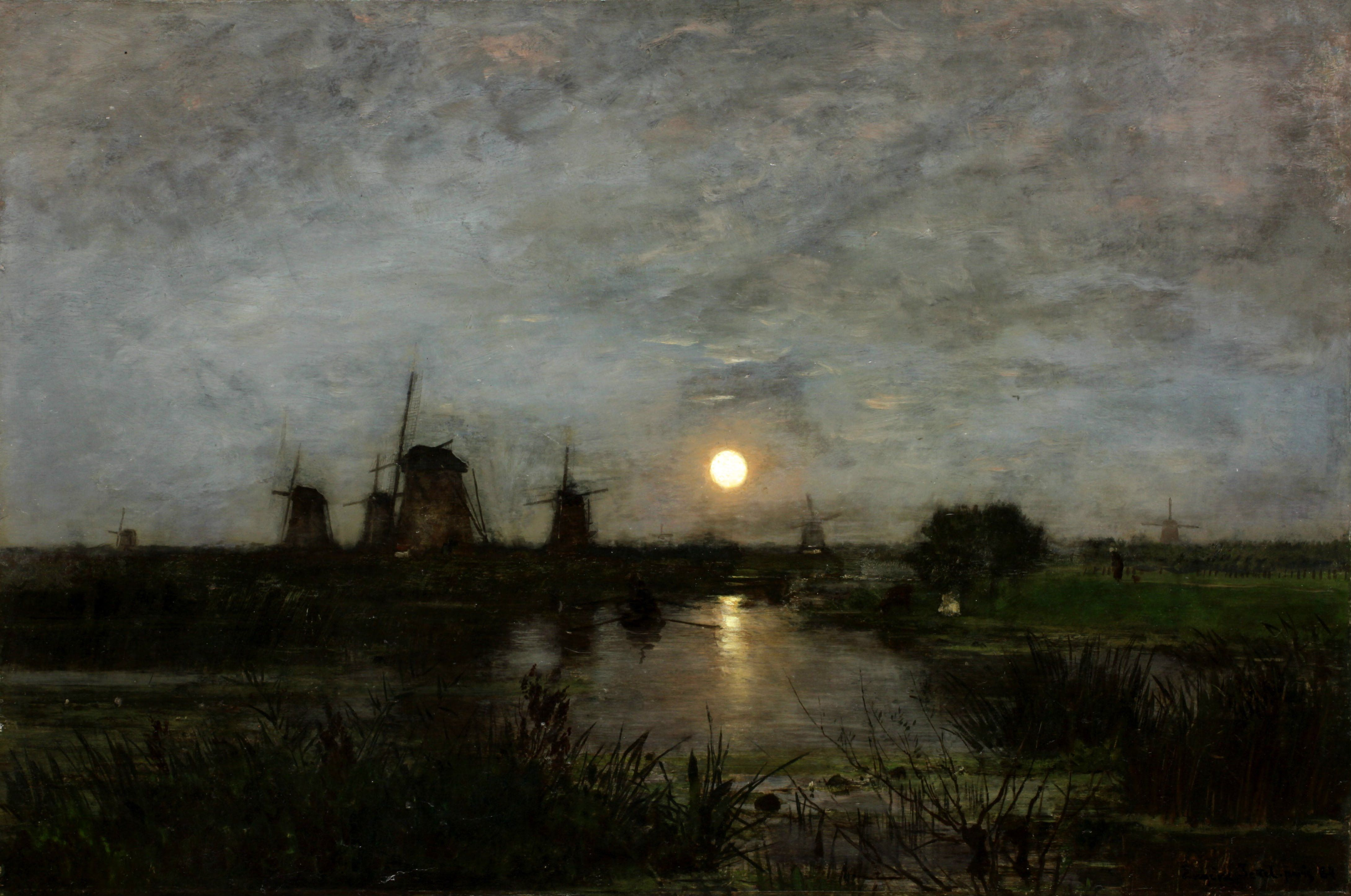
Eugen Jettel – Mondscheinlandschaft mit Windmühle (1884)
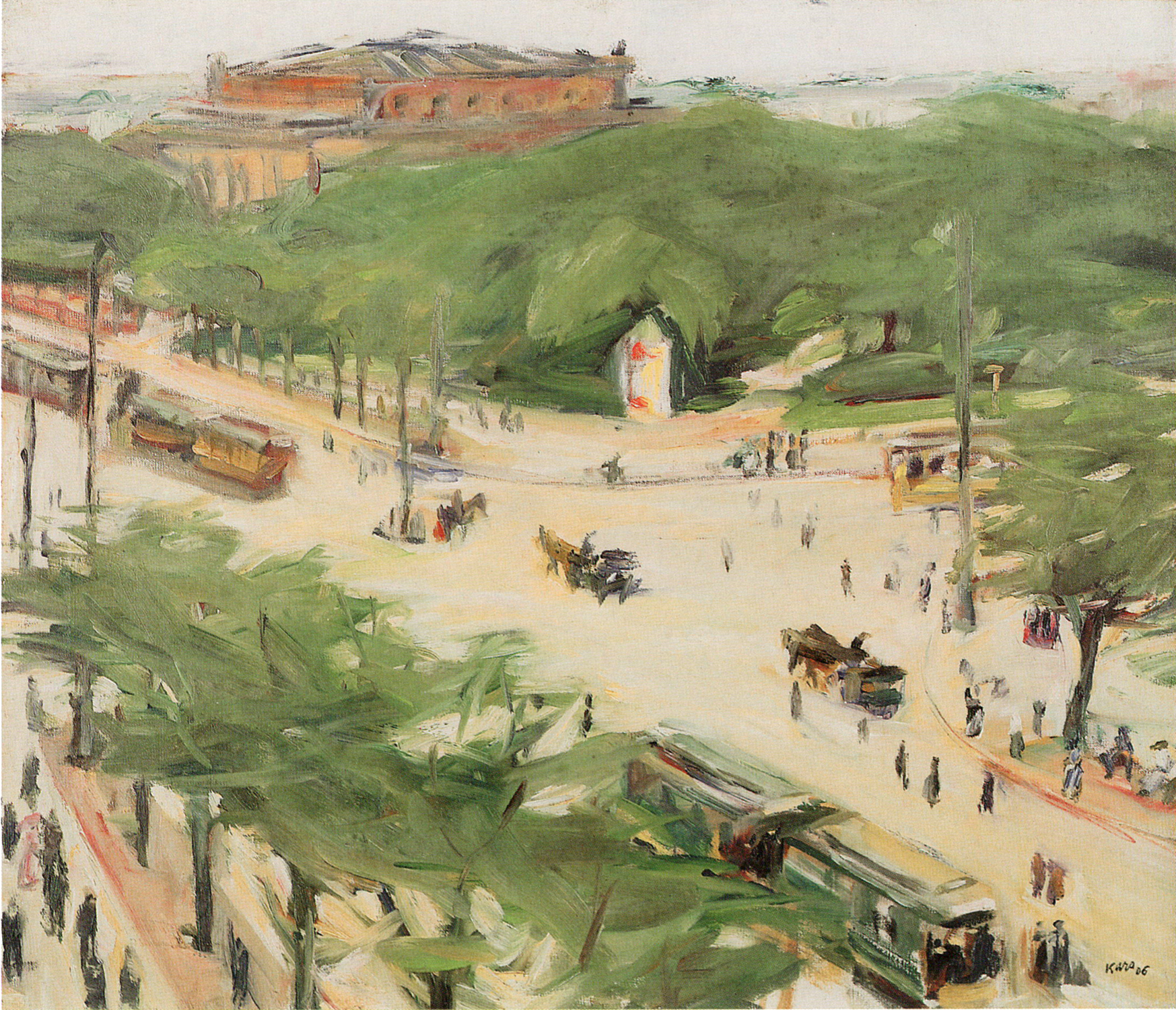
Georg Kars – Glockengießerwall in Hamburg (1906)
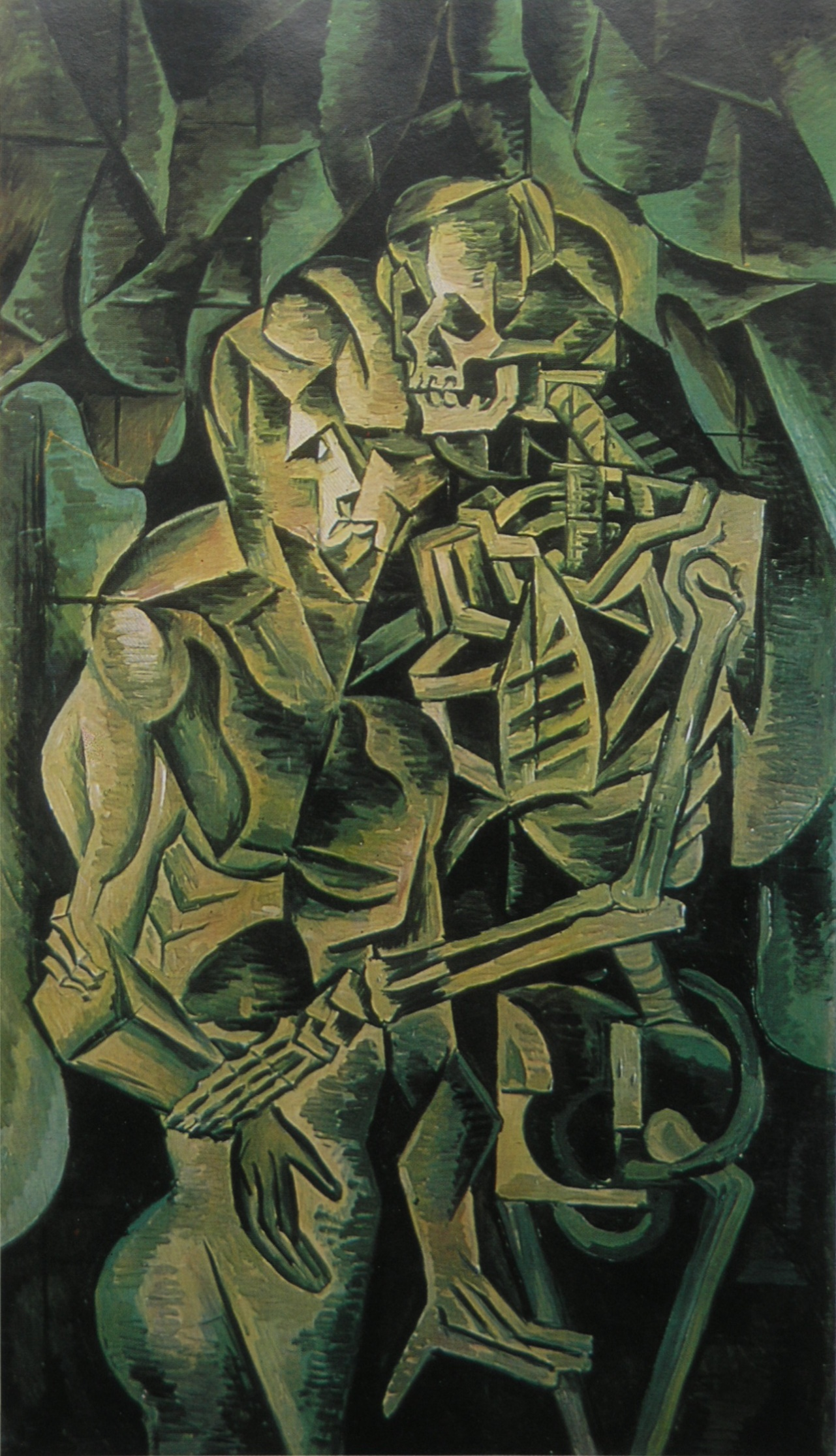
Bohumil Kubišta – Todeskuss (1912)